# Топорув (Лодзинське воєводство)
Топорув (пол. Toporów) — село в Польщі, у гміні Вешхляс Велюнського повіту Лодзинського воєводства.
Населення — 540 осіб (2011).

## Демографія
Демографічна структура станом на 31 березня 2011 року:
|          | Загалом | Допрацездатний вік | Працездатний вік | Постпрацездатний вік |
| -------- | ------- | ------------------ | ---------------- | -------------------- |
| Чоловіки | 273     | 61                 | 182              | 30                   |
| Жінки    | 267     | 67                 | 139              | 61                   |
| Разом    | 540     | 128                | 321              | 91                   |